# Luchthaven Sandnessjøen Stokka
Luchthaven Sandnessjøen Stokka (Noors:  Sandnessjøen lufthavn Stokka, IATA: SSJ, ICAO: ENST) is een vliegveld bij de Noorse plaats Sandnessjøen in de provincie Nordland. Het vliegveld wordt geëxploiteerd door het staatsbedrijf Avinor. 
Het vliegveld werd geopend in 1968 toen in met name Noord-Noorwegen meerdere nieuwe vliegvelden met een korte landingsbaan werden geopend. De landingsbaan in Stokka werd in 2014 verlengd tot de huidige 1400 meter. Het vliegveld wordt bediend door Widerøe. De maatschappij vliegt dagelijks  op Trondheim, Bodø en een enkele keer per week naar Oslo.
Het vliegveld loopt kans om, ondanks de recente baanverlenging, op termijn gesloten te worden. In 2017 werd een transportplan aangenomen in de Storting waarin is opgenomen om bij Mo i Rana een geheel nieuw vliegveld te bouwen met een langere landingsbaan. De bestaande vliegvelden in Sandnessjøen, Mo i Rana en Mosjøen zouden dan gesloten worden. 